# Légion Azul
La Légion Azul ou Légion bleue, de son nom officiel Legión Española de Voluntarios (« Légion de volontaires espagnols », en allemand Spanische-Freiwilligen Legion) est une unité combattante espagnole aux côtés de l'Allemagne sur le front de l'Est, plus connue sous le nom de Division Azul. Elle a existé de 24 juin 1941 à 17 novembre 1943 et a aussi enrôlé d'anciens Viriatos portugais.